# UTC+04:30

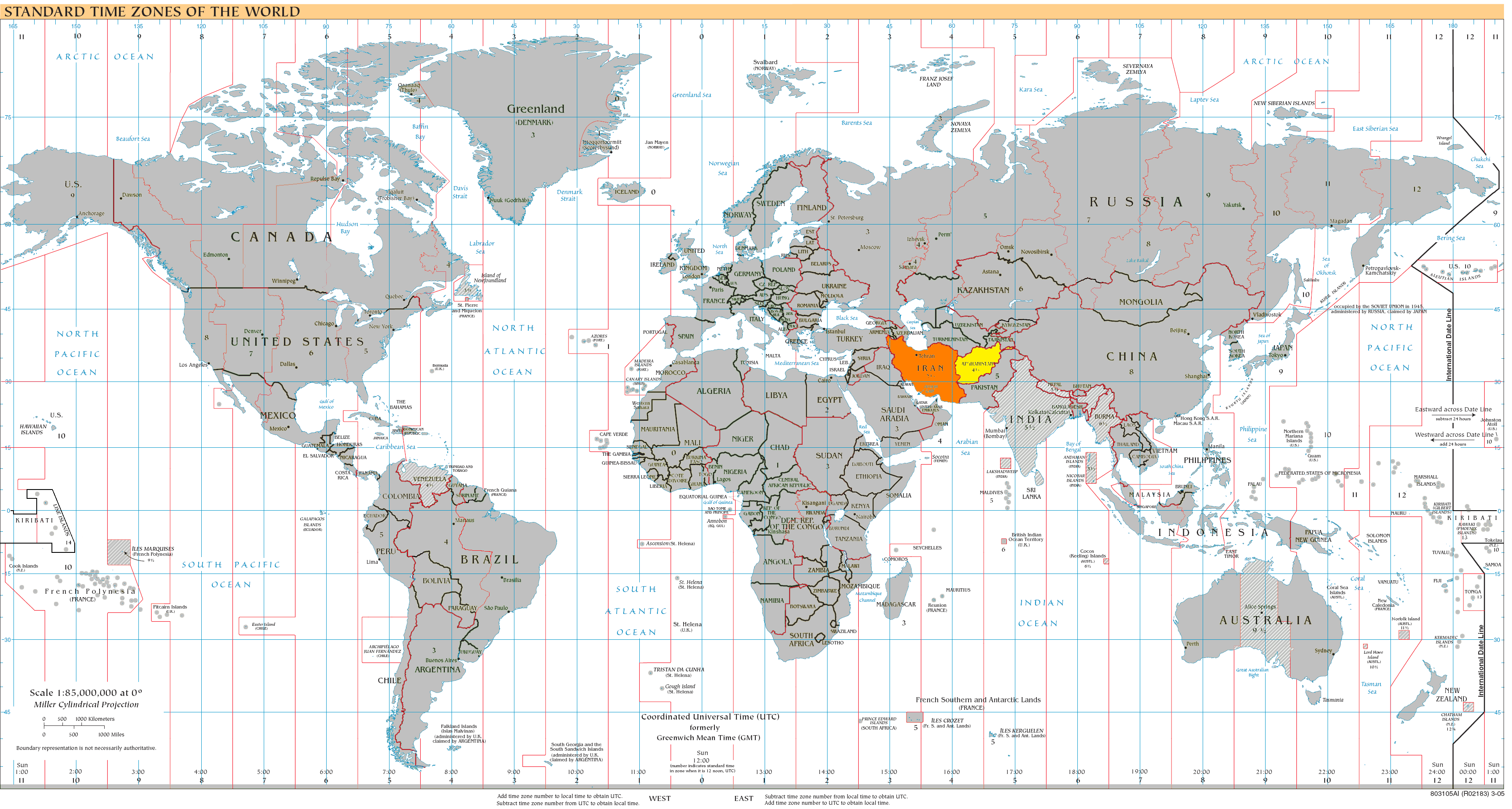
Mapa mundial de husos horarios. En amarillo, los países que adoptan el huso horario todo el año. En naranja, los que lo adoptan durante el horario de verano.

UTC+04:30 es el décimo noveno huso horario del planeta cuya ubicación geográfica se encuentra en el meridiano 67.5 este. Aquellos países que se rigen por este huso horario se encuentran 4 horas y 30 minutos por delante del meridiano de Greenwich.

## Hemisferio norte

### Países que se rigen por UTC+04:30 todo el año
| Abreviatura | Nombre Completo                      | País       |
| ----------- | ------------------------------------ | ---------- |
| AFT         | Hora de Afganistán (Afganistán Time) | Afganistán |